# Ardie
Ardie Werk GmbH – niemieckie przedsiębiorstwo produkcyjne z branży motoryzacyjnego, zajmujące się produkcją motocykli.

## Historia
Ardie zostało założone w Norymberdze w 1919 roku przez Arno Dietricha, który nazwał firmę od początkowych liter swojego imienia i nazwiska. Pierwsze motocykle były wyposażone w dwusuwowe jednocylindrowe silniki 288 i 304 cm³. Sam Dietriech zginął w trakcie testów prototypu nowego modelu trzy lata później. W 1925 roku przedsiębiorstwo rozpoczęło współpracę w dziedzinie silników z londyńskim JA Prestwich Industries. W latach 30. zostało przez nową politykę hitlerowskich Niemiec zmuszone porzucić współpracę z firmą angielską i podjąć ją z niemieckim Bark and Kūchen. W 1930 roku Ardie podjęło współpracę z Josefem Ganzem, w celu zbudowania prototypu małego samochodu Ardie-Ganz. Od 1936 roku firma powróciła do produkcji silników własnej produkcji. W okresie II wojny światowej Ardie produkowała motocykle na potrzeby niemieckiej armii.
Po zakończeniu wojny zakład dwukrotnie próbował wznowić działalność, ale bez powodzenia. Firma zaprzestała działalności w 1958 roku.